# Karin Alvtegen
Karin Anna Alvtegen (ur. 8 czerwca 1965 w Huskvarnie) – szwedzka scenarzystka i pisarka, tworząca głównie thrillery psychologiczne.
Alvtegen ukończyła klasę o profilu muzycznym w szkole średniej, następnie pracowała jako rekwizytor w teatrze w Jönköping, a od 1985 w branży filmowej w Sztokholmie.
Alvtegen jest autorką powieści kryminalnych, osadzonych w rzeczywistości współczesnej Szwecji.
Jej powieść Zaginiona (szw. Saknad) została wyróżniona w 2001 skandynawską nagrodą literacką Szklany Klucz, przyznawaną za najlepszą powieść kryminalną. W roku 2009 była ona też nominowana do Nagrody im. Edgara Allana Poego w kategorii powieść.  W 2007 powieść Alvtegen, Cień (szw. Skugga), otrzymała Nagrodę im. Palle Rosenkrantza za najlepszą powieść kryminalną na duńskim rynku księgarskim.
Karin Alvtegen napisała również scenariusz do 24 odcinków popularnego w Szwecji serialu Rederiet.
W roku 2017 Alvtegen ogłosiła, że cierpi na chorobę – zespół chronicznego zmęczenia   i nie napisze już więcej żadnej powieści.
Na podstawie powieści Zaginiona angielska telewizja nakręciła kilkuodcinkowy serial, reżyserowany przez Iana Maddena.
Alvtegen jest wnuczką Gunnara Ericsona, który był bratem Astrid Lindgren. Mężem pisarki jest producent muzyczny Mikael Nord Andersson, z którym ma dwóch synów – Augusta i Albina.

## Twórczość

### Powieści
- 1998 – Skuld
- 2000 – Saknad (pol. wydanie Zaginiona, 2003)
- 2003 – Svek (pol. wydanie Zdrada, 2006)
- 2005 – Skam
- 2007 – Skugga (pol. wydanie pt. Cień, przekł. A. Rosenau, Warszawa 2009)
- 2010 – En sannolik historia
- 2013 – Fjärilseffekten

### Scenariusze
- Rederiet
- 2004 – Hotet